# IV. Celesztin pápa
IV. Celesztin (Milánó, 1187 – Róma, 1241. november 10.) néven lépett a katolikus egyház élére a történelem 179. pápája. Celesztin ugyan a hivatalos vatikáni listák szerint legitim egyházfőként uralkodott, mégis vannak egyes korabeli források, amelyek úgy utalnak rá, mint olyan egyházfőre, aki meghalt azelőtt, hogy felszentelték volna. A történelem korábban II. István pápa esetében már kreált hasonló esetet. Mindenesetre Celesztin alig több mint két hetes uralkodásának legjelentősebb mozzanata nem is pontifikátusának rövid ideje alatt esett meg.

## Élete a pápai trón előtt
Eredetileg Goffredo da Castiglione néven látta meg a napvilágot Milánó egyik nemes családjában. A lombardiai befolyásos família a háborús 12. században úgy vélte, az lesz a legjobb, ha gyermekük egyházi pályára lép. Ezért már ifjú korban a ciszterciek közé lépett. III. Orbán pápa unokaöccseként még mindig szerzetesi eskü alatt a pápai udvarban dolgozott. Később a világi papság soraiba lépett át, és 1219 körül a milánói egyház kancellárja lett. 1227-ben IX. Gergely pápa először presbiteri, majd szeptember 18-án püspöki rangon bíborossá nevezte ki. Sabina püspök-bíborosaként indult 1228-ban Lombardiába és Toszkánába, hogy biztosítsa a pápa szövetségét II. Frigyes, német-római császárral szemben. A városok azonban hagyományosan hűek voltak a koronához, és akkor még nem gondolták, hogy Frigyes pár éven belül serege élén az ő függetlenségükre tör. Ezért Goffredo akkor még sikertelenül tért vissza Rómába. Amikor IX. Gergely pápa 1241. augusztus 22-én meghalt, a császári seregek Róma alatt táboroztak, ezért a bíborosi kollégiumnak nehéz választáson kellett átesnie.

## Pápaválasztás a Septizodiumban
A történelem fintoraként IV. Celesztin pontifikátusát a krónikák kivétel nélkül azért említik meg, mert ő volt az első olyan pápa, akit közel a mai értelemben vett konklávé módszerével választottak meg. A konklávé szó ugyanis a latin nyelvben utal a bezártságra. A Gergely halála után a választásra jogosult bíborosok száma mindössze tizenkettő volt. A Rómába igyekvő választók közül ráadásul ketten Frigyes fogságába estek. A Lateránban a pápai palota kényelme mellett összeülő tíz bíboros pedig két egyenlő pártra szakadt szét. Abban megegyezés volt, hogy olyan egyházfőt nem választanak, aki a császár bábjaként irányítja majd az egyházat, de a mértékekben már nem volt megegyezés. Az egyik párt a gregorián reformok szigorával akart szembeszállni a császárral, míg a másik egy engedékenyebb egyházfőt látott volna szívesen a pápai trónuson.

A helyzetet csak bonyolultabbá tette, hogy Giovanni Colonna bíboros teljes mértékben a császár mellett állt. Ennek legfőbb oka az volt, hogy az igen nagy befolyással rendelkező Colonnák Rómában szemben álltak az Orsini családdal, akiknek több tagja is a klérus befolyásos hivatalait töltötték be. Giovanni tehát minden erejével azon volt, hogy ő kerüljön az egyház élére. Róma szenátusának élén akkoriban Matteo Rosso Orsini állt, aki nem nézte jó szemmel Giovanni bíboros ügyködését, annál is kevésbé, mert tudta jól, hogy a falakon kívül táborozó Frigyes, ha megneszeli Giovanni bíboros vesztét, esetleg seregével nyomást gyakorol a bíborosi kollégiumra. A döntésképtelen bíborosokat ezért Orsini kegyetlen módszerrel próbálta rávenni a választásra. Katonáival egy régi, romos állapotban lévő palotába, a Septizodiumba záratta a bíborosokat, ahol a rossz körülmények miatt a főpapok érdekeltté váltak a döntés siettetésébe. A választás így is két hónapon keresztül váratott magára. A lyukas tető, az esős, hideg idő több bíborost is megbetegített, sőt egyikük bele is halt raboskodásába. Egyes krónikák szerint Orsini szenátor katonái a tetőre másztak fel vizeletük kieresztésére is, amely aztán a palota belsejébe szivárgott. Végül a konklávé résztvevői megállapodtak Goffredo megválasztásában, aki a két hónapos rabság során már alig élt.

## Rövid regnálás
A kínok kínját átélő bíborosok tehát 1241. október 25-én megválasztották Goffredo bíborost az egyház élére, aki felvette a IV. Celesztin nevet. A betegeskedő pápa egyetlen fennmaradt cselekedete volt, hogy a konklávé lefolyása után azonnal egyházi átokkal sújtotta Matteo Rosso Orsini szenátort. Azonban gyenge egészsége és nagy kora miatt november 10-én, alig két héttel megválasztása után elragadta a halál. Testét a Szent Péter-bazilika őrzi.

## Művei
- nincsenek Documenta Catholica Omnia (latin nyelven). (Hozzáférés: 2011. december 6.)